# Gallo pinto
El gallo pinto o gallopinto es un plato tradicional de Centroamérica que consiste en una combinación de arroz con frijoles. Viene de larga data y ha sido importante para la cultura de numerosos países hispanoamericanos, donde cuenta con diversas versiones. Se le considera el plato típico por excelencia en Costa Rica y Nicaragua.

## Historia
El gallopinto es uno entre varios platos americanos que involucran en su preparación el arroz con frijoles, ingredientes considerados parte integral de la cultura de muchos países, en los cuales se pueden encontrar diferentes versiones. Se le considera un plato producto del mestizaje, debido a que combina el frijol, producto utilizado por los aborígenes americanos desde tiempos inmemoriales, con el arroz, introducido por los españoles, mientras que su combinación y preparación es fruto de la cocina africana.
El arroz, originario de Asia, fue introducido por los árabes en España, figurando como ingrediente de diversas recetas españolas desde los siglos xv y xvi. Con la conquista de América, los españoles introdujeron su cultivo en el continente, sobre todo en México y Sudamérica, desde época muy temprana. Se ha postulado que para el siglo xviii el cultivo del arroz había adquirido cierta relevancia en América Central. La versión asiática del arroz ya era cultivado por los habitantes de África desde el periodo neolítico, de modo que a la llegada de esclavos africanos a América, traídos por los europeos, estos estaban acostumbrados a su consumo. Al lado del arroz, en África se cultivaban, desde varios siglos antes, diversas especies de leguminosas como Cajanus indicus.

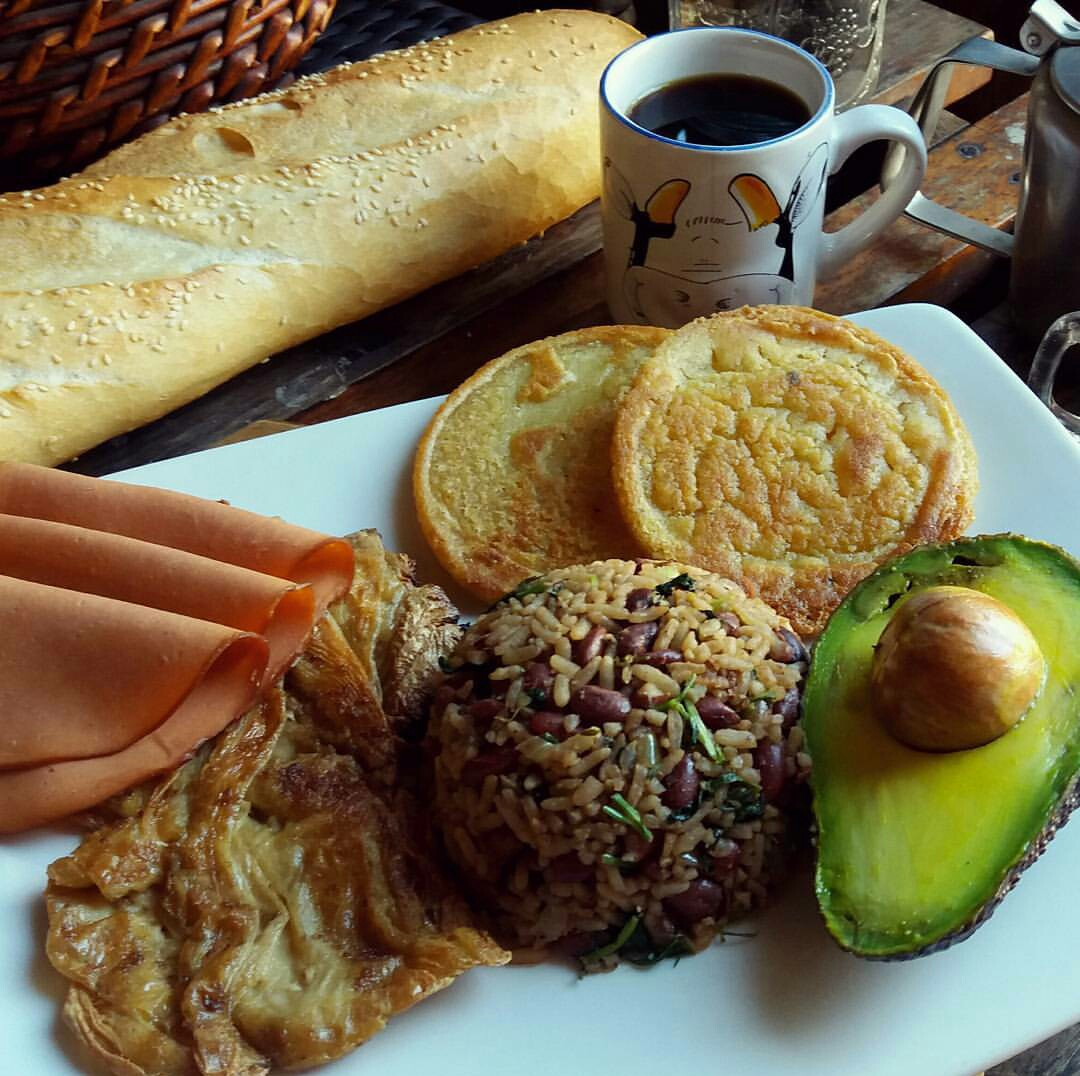
Desayuno costarricense, que incluye: gallo pinto, huevo, aguacate y rebanadas de mortadela.

En su traslado hacia América, los esclavos eran alimentados dos veces al día, utilizando para ello cuencos y cucharas de madera en los cuales se les colocaba principalmente frijoles y arroz europeo o africano, además de maíz, ñame, yuca y bizcocho. Conforme los africanos se fueron estableciendo en el continente, el plato de arroz y frijoles fue tomando diversas formas de preparación. En América, la existencia de gran variedad de tipos de frijoles, usados desde tiempos ancestrales por los pueblos autóctonos americanos, combinados con el arroz, dieron origen a una gama de platillos entre los que pueden citarse: moros y cristianos y congrí en Cuba; casamiento en El Salvador y Honduras; feijolada en Brasil; tacu-tacu en Perú; Hoppin' John en el sur de Estados Unidos, y gallo pinto en Costa Rica y Nicaragua. Una variante caribeña que utiliza el frijol gandul o frijol de palo o habichuelas, al que se le agrega leche de coco, es tradicional en países isleños como Cuba, Jamaica, Puerto Rico, República Dominicana y en la costa atlántica centroamericana de Belice, Guatemala, Honduras, Nicaragua, Costa Rica y Panamá. También vale señalar que, en la actualidad, en Ghana y algunos países del África occidental, el arroz y los frijoles siguen siendo el desayuno tradicional, y que en África, una receta similar recibe el nombre de Thiebou Niebé.

## Etimología
El origen de la palabra «gallopinto» no ha sido dilucidado. De forma anecdótica se menciona que surge a partir del parecido de la combinación de los frijoles de color (negro o rojo) y el arroz blanco con un gallo con las plumas pintadas. Sin embargo, vale mencionar que en Ruanda, se prepara una receta con una variedad de frijol llamado pinto, el cual se sirve con arroz blanco.

## Variantes regionales
- Costa Rica: «gallo pinto». Se puede comer en cualquier momento del día, aunque es particular hacerlo como desayuno.[1] Existen tres versiones principales:
  - La del Valle Central, donde el gallo pinto es más húmedo, menos grasoso, y es condimentado con chile, culantro y cebollas. Una variante incluye el agregado de salsa Lizano, la cual se ha convertido en parte de la identidad del gallo pinto costarricense. Dependiendo de la zona en que se encuentre y a gusto personal el gallo pinto se acompaña de: salchichón, salchicha, queso, huevo o tortilla palmeada;
  - La de Guanacaste, con un gallo pinto más grasoso y tostado que el del Valle Central, puesto que utiliza más manteca, dientes de ajo y cebolla, y no lleva culantro. Por Guanacaste entraron los primeros conquistadores españoles, siguiendo la ruta de Nicoya desde Nicaragua, y por allí introdujeron el arroz, cuyo cultivo para el siglo XVIII ya era de importancia. En algunas regiones de Guanacaste todavía se deja secar el arroz al sol antes de cocinarlo, como se hace con el arroz a la cazuela, un antiguo platillo español. Con los conquistadores españoles también llegaron los primeros africanos, en condiciones de esclavitud, quienes ya traían una tradición de consumir diversas especies africanas de frijoles, y a cuya dieta adaptaron los frijoles americanos.[5]
  - La de la costa caribeña, en la que se encuentra la provincia de Limón, conocido como rice and beans ('arroz y frijoles'), en el cual se cuecen el arroz y los frijoles con leche de coco y se agrega chile habanero (conocido localmente como chile panameño). El rice and beans proviene del rice and peas, un platillo tradicional jamaiquino que se prepara con leche de coco, pimienta y tomillo, el cual a su vez es producto de la mezcla de arroz con un tipo de arveja conocida como Angola pea o Congo pea (Cajanus cajan), que era utilizado por los británicos para alimentar a los esclavos africanos que eran llevados a Jamaica durante la época colonial. Este plato llegó al Atlántico centroamericano de la mano de los inmigrantes afroantillanos, y en el caso específico de Costa Rica, a partir de la década de 1870 cuando trabajadores jamaiquinos y de otros países de las Antillas arribaron para trabajar en la construcción del ferrocarril al Atlántico. En Limón es tradición preparar el rice and beans a la usanza jamaiquina, utilizando unos frijoles de gongo o gandúles (gungu beans, Cajanus indicus), que son una variación del Congo beans. En sus inicios, el rice and beans fue el almuerzo tradicional limonense de los domingos y días especiales, para luego convertirse en el plato más representativo de la provincia. Se acostumbra acompañarlo con pollo, pescado, carne de cerdo o de res.[6]
- Nicaragua: «gallo pinto» hecho principalmente con frijoles de tipo rojos o comúnmente llamados «seda», con alto contenido ferroso, lo cual da su característico sabor, así mismo en la preparación se incluye el arroz blanco de grano largo y es condimentado con cebollas sofritas en aceite vegetal. El «gallo pinto» es un patrimonio nacional puesto que es parte integral de la dieta de los nicaragüenses. Cabe añadir que en la Costa Caribe nicaragüense, al igual que en otros países, se le llama rice and beans («arroz y frijoles») y se hace con leche de coco. El gallopinto se consume en Nicaragua en cualquier tiempo y es el acompañante principal de las diferentes platos que se venden en una «fritanga» (puestos de comidas asadas y/o fritas).